# 加西市立善防中学校
加西市立善防中学校（かさいしりつ ぜんぼうちゅうがっこう）は、兵庫県加西市両月町にある公立中学校。通称善中（ぜんちゅう）。

## 沿革
- 1974年（昭和49年）
  - 2月 - 校舎を落成[1]。
  - 4月1日 - 賀茂中学校と下里中学校を統合し、加西市立善防中学校として開校[2][3]。
- 1976年（昭和51年）
  - 2月 - 体育館を落成[1]。
  - 11月5日 - 第2健康コースが完成[3]。
- 1980年（昭和55年）
  - 6月1日 - プールを落成[3]。
  - 8月1日 - 校旗を入魂[3]。
- 1983年（昭和58年）
  - 1月8日 - 武道館を落成[3]。
  - 3月5日 - 校歌を制定[3]。
- 1989年（平成元年）11月10日 - コンピューター教室を設置[3]。
- 1998年（平成10年）12月12日 - 創立25周年を記念し、校訓を刻んだ記念碑を設置[3]。
- 2002年（平成14年）8月 - 学校ホームページを開設[4]。
- 2010年（平成22年）7月6日 - 南館および東渡廊下の耐震補強工事を実施[3]。
- 2013年（平成25年）7月19日 - 北館の耐震補強工事を実施[3]。
- 2014年（平成26年）7月7日 - 体育館の耐震補強工事を実施[3]。
- 2015年（平成27年）7月20日 - 武道館の耐震補強工事を実施[3]。
- 2020年（令和2年）
  - 2月28日 - 全国教育美術展にて教育美術振興会名誉会長賞を受賞[3]。
  - 10月1日 - GIGAスクール構想を受け、Chromebookを配備[3]。
- 2021年（令和3年） - 第80回全国教育美術展にて教育委員会賞を受賞[5]。

## 部活動
- 野球部
- サッカー部
- 男子卓球部
- 陸上競技部
- 剣道部
- 女子バスケットボール部
- 女子バレーボール部

- 吹奏楽部

出典：

## 施設概要
主な施設。
- 北校舎（北館） - 1974年竣工の鉄筋コンクリート造3階建てで、延床面積は4,127平方メートル[1]。
- 南校舎（南館） - 1974年竣工の鉄筋コンクリート造3階建てで、延床面積は1,768平方メートル[1]。
- 体育館 - 1976年竣工の鉄筋コンクリート造2階建てで、延床面積は1,356平方メートル[1]。設計は大阪市東区のエム・デー建築事務所が手掛けた[7]。
- 武道館（武道場） - 1983年竣工の鉄骨造平屋建てで、延床面積は370平方メートル[1]。
- プール - 1980年竣工[3]。
- 校庭

## 学区および進学前小学校
加西市立賀茂小学校と加西市立下里小学校の学区が対象。
賀茂小学校区
- 福住町、山下町、西横田町、東横田町、鏡岩町、岸呂町、東長町、西長町、東剣坂町、西剣坂町、中山町、大柳町

下里小学校区
- 王子町、戸田井町、両月町、大村町、尾崎町（一部）、段下町（一部）、中西町（一部）、琵琶甲町、野条町、牛居町、野田町、東笠原町、西笠原町、三口町、坂本町、倉谷町、新生町

## アクセス

### 鉄道
- 北条鉄道 - 播磨下里駅から徒歩で約14分

### バス
- 神姫バス「王子町」停留所から徒歩で約14分

## 周辺
- 王⼦⽫池親⽔公園
- 善防公民館
- 善防グリーンパーク
- 古法華自然公園

## 通学区域が隣接している学校
- 加西市立北条中学校
- 加西市立加西中学校
- 加古川市立志方中学校
- 姫路市立城山中学校
- 姫路市立豊富小中学校
- 姫路市立神南中学校
- 福崎町立福崎東中学校